# Czechy w Konkursie Piosenki Eurowizji
Czechy uczestniczą w Konkursie Piosenki Eurowizji od 2007. Od czasu debiutu konkursem w kraju zajmuje się czeski nadawca publiczny Česká televize.
Stacja brała udział w konkursie w latach 2007-2009, jednak z powodu niezadowalających wyników zrezygnowała z uczestnictwa w widowisku w latach 2010-2014. W 2015 powróciła do stawki konkursowej imprezy.
Najwyższy wynik w historii udziału Czech w konkursie uzyskał Mikolas Josef, który w 2018 zajął szóste miejsce w finale.

## Historia Czech w Konkursie Piosenki Eurowizji

### Lata 2005–2009

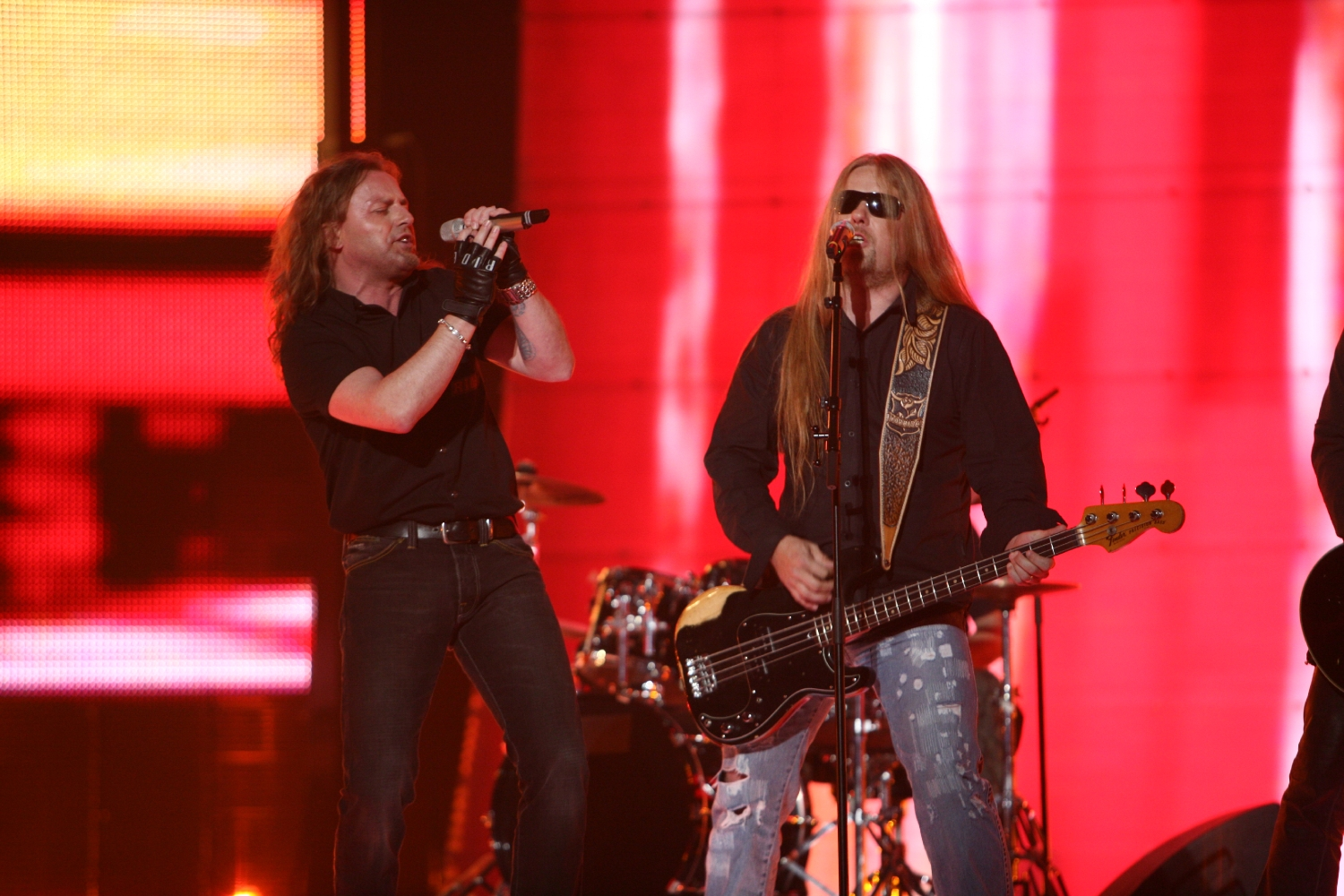
Zespół Kabát podczas występu w półfinale 52. Konkursu Piosenki Eurowizji, maj 2007

Czeski nadawca planował debiut w Konkursie Piosenki Eurowizji podczas 50. konkursu w 2005. Kraj nie wystartował jednak w konkursie z powodu przygotowań do udziału w dwóch innych projektach kulturalnych. Czeski nadawca publiczny potwierdził swój debiutancki udział w 52. Konkursie Piosenki Eurowizji organizowanym w 2007. Reprezentant kraju został wybrany podczas krajowych eliminacji eurowizyjnych, w których wzięło udział dziesięciu kandydatów: Vlasta Horváth, L.B.P., Petr Kolár, Lili Marlene, Gipsy.cz, Petr Bende, Helena Zetová, Sámer Issa oraz Kabát. 10 marca odbył się finał selekcji, które wygrał zespół Kabát z utworem „Malá dáma”, za który uzyskał największą liczbę 28 343 SMS-ów od telewidzów. 10 maja grupa wystąpiła w koncercie półfinałowym z szesnastym numerem startowym i zdobyła jeden punkt, zajmując ostatnie, 28. miejsce, przez co nie zakwalifikowała się do finału.
Podobnie jak w 2007, reprezentant kraju w 53. Konkursie Piosenki Eurowizji został wybrany podczas finału krajowych selekcji Eurosong. W stawce finałowej znalazło się dziesięciu kandydatów: Sámer Issa, Tereza Kerndlová, Le Monde, Iva Frühlingová, Temperamento, L.B.P., Gipsy.cz, Toxique, Cechomor i Daniel Nekonecný. 26 stycznia 2008 odbył się finał selekcji, który ostatecznie wygrała Tereza Kerndlová z utworem „Have Some Fun”, zostając tym samym reprezentantką kraju w konkursie organizowanym w Belgradzie.  22 maja wystąpiła w drugim półfinale Eurowizji 2008 i zajęła przedostatnie, osiemnaste miejsce po zdobyciu w sumie dziewięciu punktów, przez co nie awansowała do finału. Podczas występu na scenie towarzyszył jej żeński chórek w składzie: Daniela Jančichová-Nízlová, Veronika Nízlová, Adéla Blažková i Alena Langerová oraz DJ Jan Gajdoš.

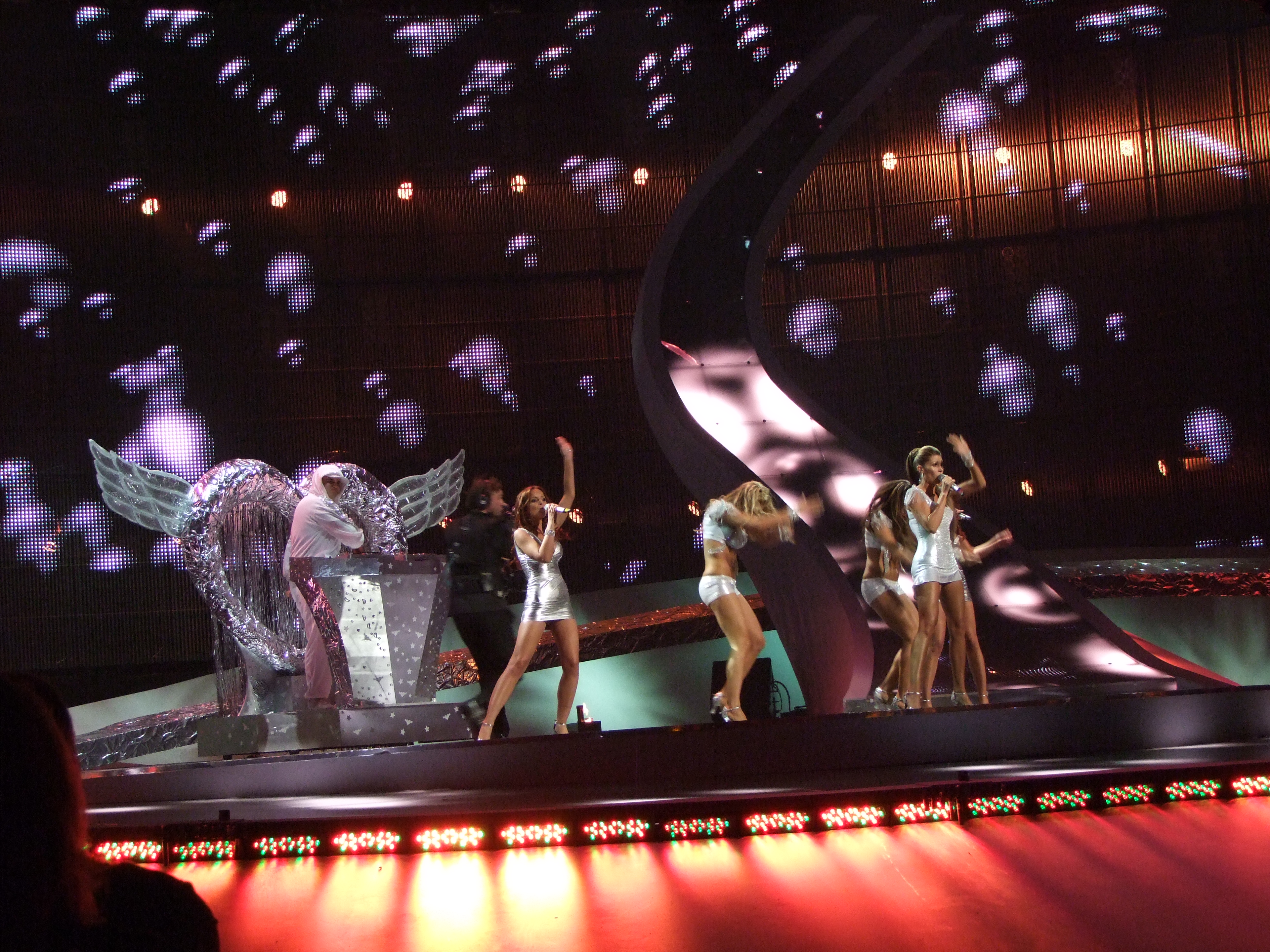
Tereza Kerndlová podczas występu w półfinale 53. Konkursu Piosenki Eurowizji, maj 2008

W przeciwieństwie do poprzednich startów, reprezentant kraju na 54. Konkurs Piosenki Eurowizji został wytypowany wewnętrznie przez specjalną komisję jurorską. 30 stycznia 2009 potwierdzono, że na konkurs pojedzie zespół Gipsy.cz. 28 lutego 2009 grupa wystąpiła w programie Noc s Andelem prowadzonym przez Pavla Andela, w trakcie którego zaprezentowała teledyski do swoich dwóch propozycji „Do You Wanna?” i „Aven romale”. W głosowaniu telewidzów, które odbywało się SMS-owo w dniach 1-14 marca, większą liczbę głosów otrzymała druga piosenka, dzięki czemu została wybrana na konkursową propozycję. Ogłoszenie wyników odbyło się w trakcie specjalnego koncertu zorganizowanego 15 marca. 12 maja zespół wystąpił w pierwszym koncercie półfinałowym z drugim numerem startowym i nie zdobył żadnego punktu, przez co zajął ostatnie, dziewiętnaste miejsce w ogólnym rankingu i nie zakwalifikował się do rundy finałowej. Muzycy uzyskali tym samym najgorszy wynik w historii udziałów kraju w konkursie.

### Lata 2010–2019

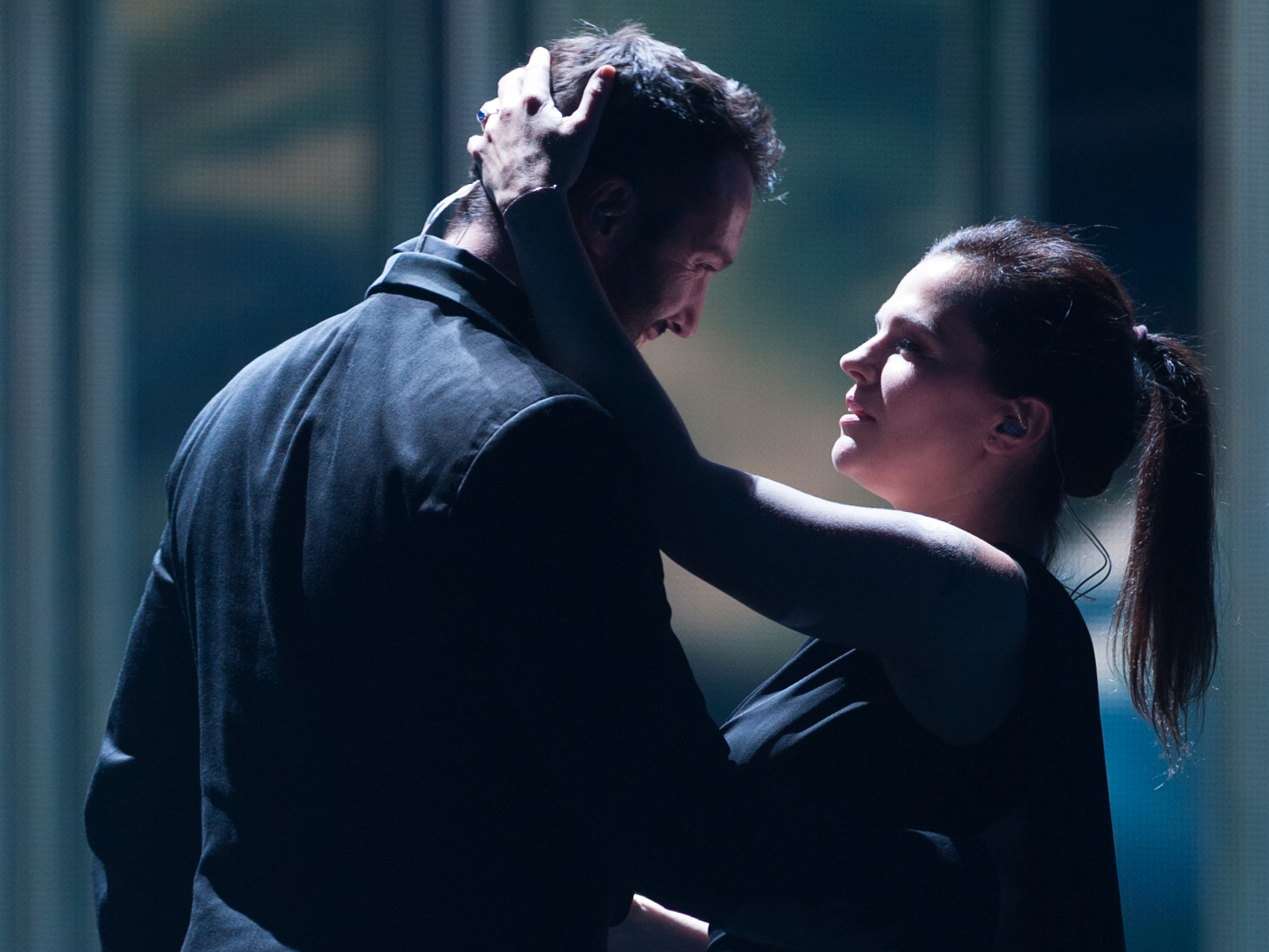
Marta Jandová i Václav Noid Bárta podczas prób do występu w 60. Konkursie Piosenki Eurowizji, maj 2015

Z powodu słabych wyników w konkursie czeski nadawca postanowił zrezygnować z udziału w 55. Konkursie Piosenki Eurowizji w 2010, nie wyrażał także zainteresowania startem w kolejnych latach. Pod koniec lipca 2014 czeski nadawca poinformował o braku zainteresowania powrotem do stawki konkursowej Eurowizji 2015. W listopadzie telewizja potwierdziła jednak udział w 60. Konkursie Piosenki Eurowizji, decydując się na uczestnictwo w konkursie po pięcioletniej przerwie. Na początku lutego 2015 stacja ČT wybrała wewnętrznie swoich eurowizyjnych reprezentantów, którymi zostali Marta Jandová i Václav Noid Bárta z angielskojęzycznym utworem „Hope Never Dies”. Duet został wybrany na przedstawicieli kraju w konkursie wewnętrznie przez komisję jurorską (powołaną przez Czeską Telewizję), w której skład weszli: dziennikarz muzyczny Honza Dědek, trener talentów Martin Červinka, redaktorka Czeskiego Radia Jitka Benešová oraz muzycy Michal Hrůza i Michael Kocáb. 21 maja para zaprezentowała swój utwór w drugim półfinale Konkursu Piosenki Eurowizji i zdobyła łącznie 33 punkty, dzięki którym zajęła 13. miejsce i nie awansowała do finału.

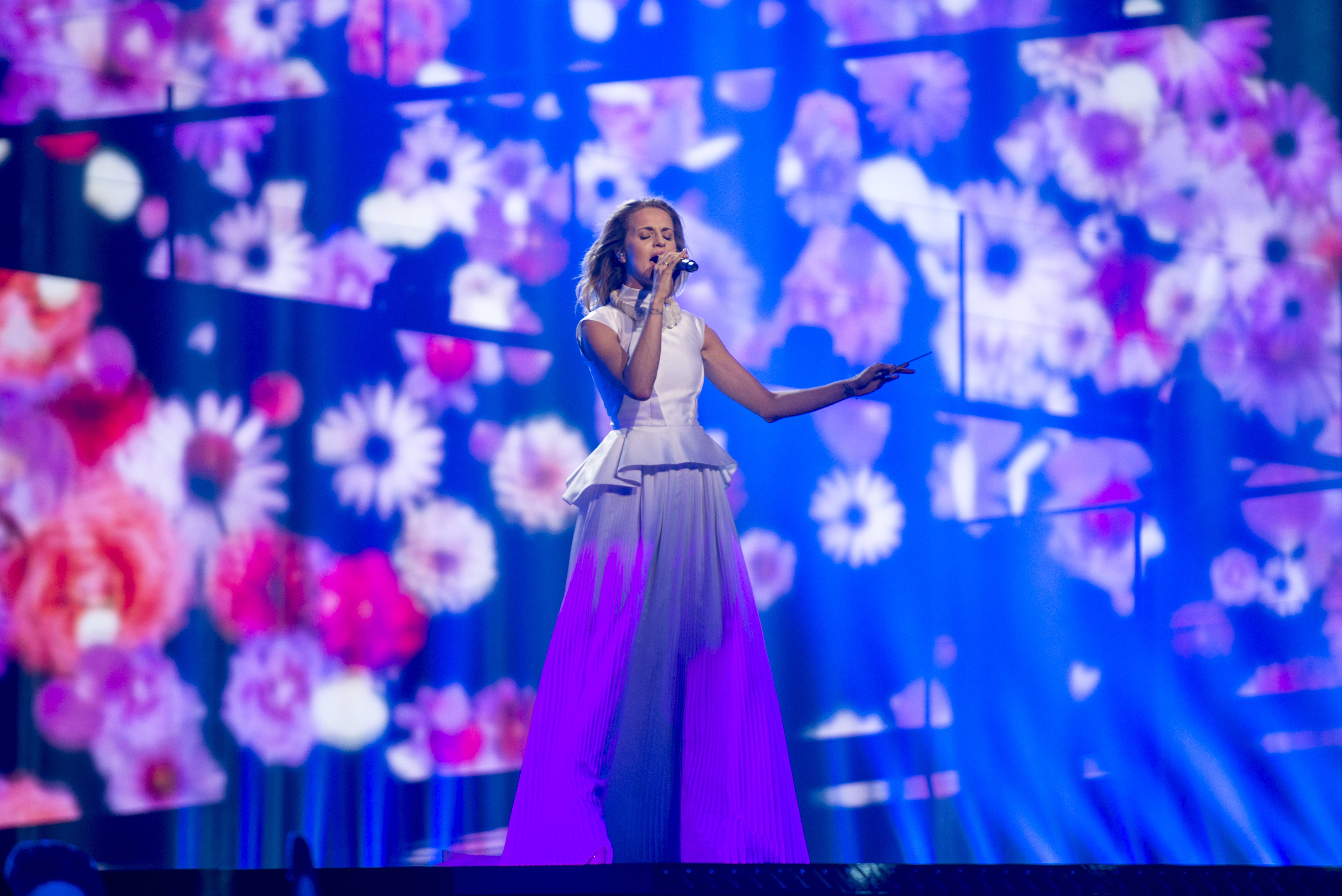
Gabriela Gunčíková podczas 61. Konkursu Piosenki Eurowizji, maj 2016

W maju 2015 władze czeskiej telewizji zaczęły dyskusję na temat uczestnictwa w 61. Konkursie Piosenki Eurowizji organizowanym w Sztokholmie w 2016. Dyrektor stacji Milan Fridrich zapowiedział, że występ kraju w konkursie będzie uzależniony od oglądalności Eurowizji w 2015. Oficjalna decyzja miała zostać podjęta po finale Konkursu Eurowizji dla Młodych Tancerzy organizowanego w Czechach. Pod koniec sierpnia pojawiły się informacje, jakoby stacja potwierdziła chęć udziału w konkursie. W styczniu 2016 telewizja ogłosiła nazwiska trzech kandydatów do reprezentowania kraju w konkursie, którymi byli: Thom Artway, Dagmar „Dasha” Sobkova oraz duet Light & Love. 10 marca ogłoszono, że reprezentantką kraju w konkursie będzie Gabriela Gunčíková z utworem „I Stand”. Piosenkarka została wybrana wewnętrznie przez pięcioosobową komisję jurorską (powołaną przez Czeską Telewizję), w której skład weszli: dziennikarze muzyczni Honza Dědek i Jaroslav Špulák, piosenkarze Michael Kocáb i Václav Noid Bárta oraz kompozytor i producent muzyczny Jan Maxián. Jej konkursowy utwór został napisany przez szwedzko-irlandzkie trio, w którego skład weszli: Christian Schneider, Sara Biglert i Aidan O’Connor, zaś sama kompozycja była tworzona z myślą o Dagmar „Dashy” Sobkovej. 10 maja Gunčíková wystąpiła jako dziesiąta w kolejności w pierwszym półfinale konkursu i awansowała do sobotniego finału, zostając tym samym pierwszą w historii reprezentantką Czech, która tego dokonała. W finale wystąpiła jako druga w kolejności i zajęła przedostatnie, 25. miejsce z 41 punktami na koncie, wszystkimi zdobytymi w głosowaniu jurorskim.
W lutym 2017 Česká televize oznajmiła, że reprezentantką kraju w 62. Konkursie Piosenki Eurowizji w Kijowie będzie, wybrana wewnętrznie, Martina Bárta z utworem „My Turn”. 9 maja piosenkarka wystąpiła w pierwszym półfinale konkursu i zajęła w nim trzynaste miejsce z dorobkiem 83 punktów, nie zdobywając awansu do finału.

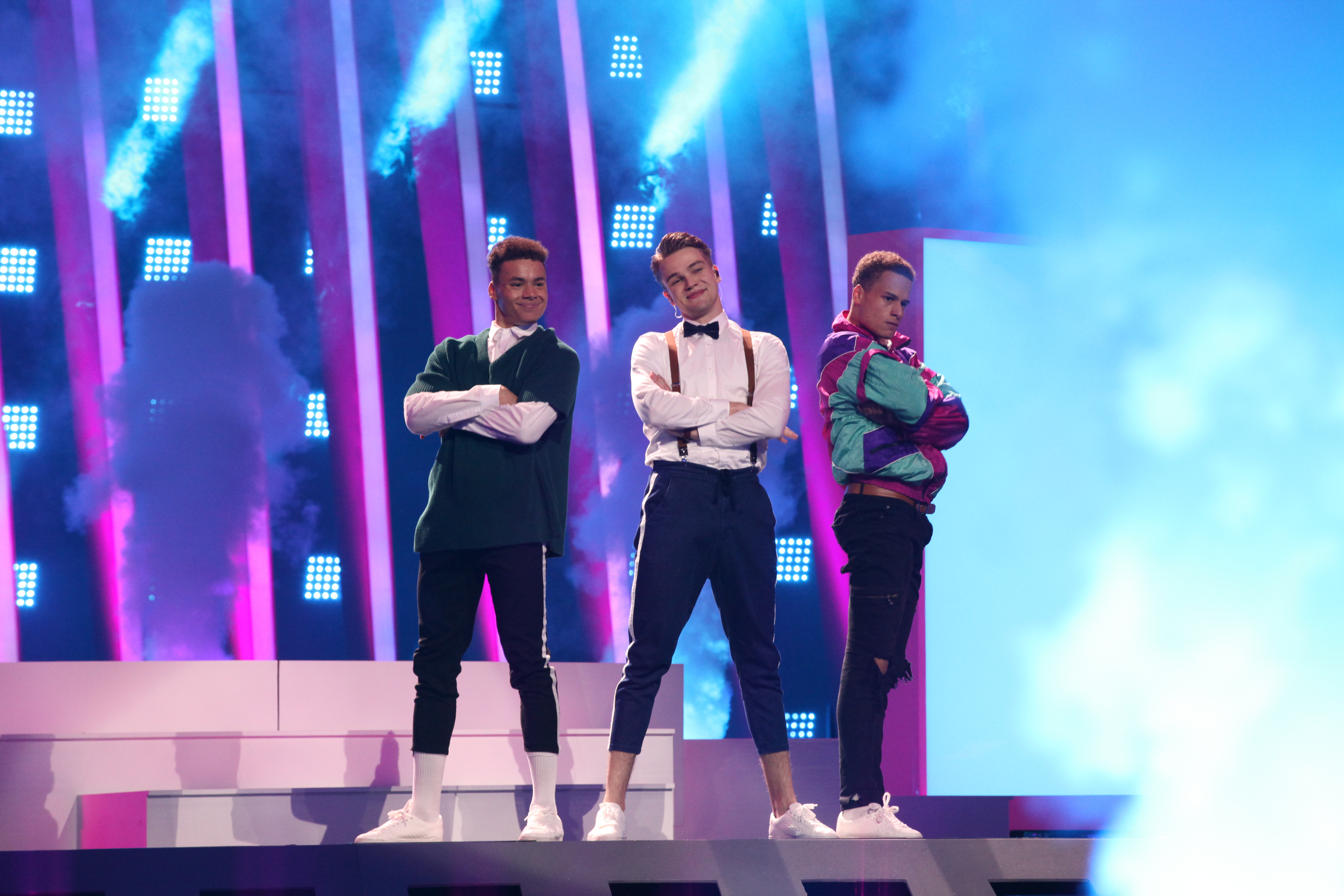
Mikolas Josef podczas występu w 63. Konkursie Piosenki Eurowizji w Lizbonie, maj 2018

We wrześniu 2017 czeska telewizja potwierdziła, że wyśle reprezentanta na 63. Konkurs Piosenki Eurowizji, organizowany w Lizbonie. Pierwotnie stacja ogłosiła, że jej przedstawiciel będzie wyłoniony za pośrednictwem wewnętrznych eliminacji. W grudniu szef czeskiej delegacji Jan Frost Bors ogłosił, że reprezentant zostanie wybrany za pomocą publicznych eliminacji, o których wynikach zdecydują czescy internauci oraz międzynarodowa komisja jurorska. Do eliminacji zgłoszono łącznie ok. 400 propozycji, spośród których telewizja wytypowała sześciu finalistów. Zostali nimi: Mikolas Josef, Doctor Victor, Deborah Kahl, Eddie Stoilow, Eva Buresova i Pavel Callta. Listę finalistów ujawniono 8 stycznia, wtedy rozpoczęto dwutygodniowe przyjmowanie głosów internautów z Czech. 22 stycznia ujawniono, że głosowanie komisji jurorskiej (w składzie: Dami Im, Robin Bengtsson, Navi, SunStroke Project, Sanja Vučić, Jalisse, Nathan Trent, Iweta Mukuczian, Norma John, Liora Simon) wygrał Mikolas Josef z utworem „Lie to Me”, za który zdobył łącznie 68 punktów. Tydzień później, podczas wieczornego wydania serwisu infromacyjnego ČT ogłoszono, że piosenkarz będzie reprezentował kraj w konkursie. 8 maja wystąpił w pierwszym półfinale konkursu i z trzeciego miejsca awansował do finału, rozgrywanego 12 maja. Zajął w nim szóste miejsce po zdobyciu łącznie 281 punktów w głosowaniu jurorów (15. miejsce) i telewidzów (4. miejsce), uzyskując tym samym najwyższe miejsce w historii udziału Czech w konkursie.

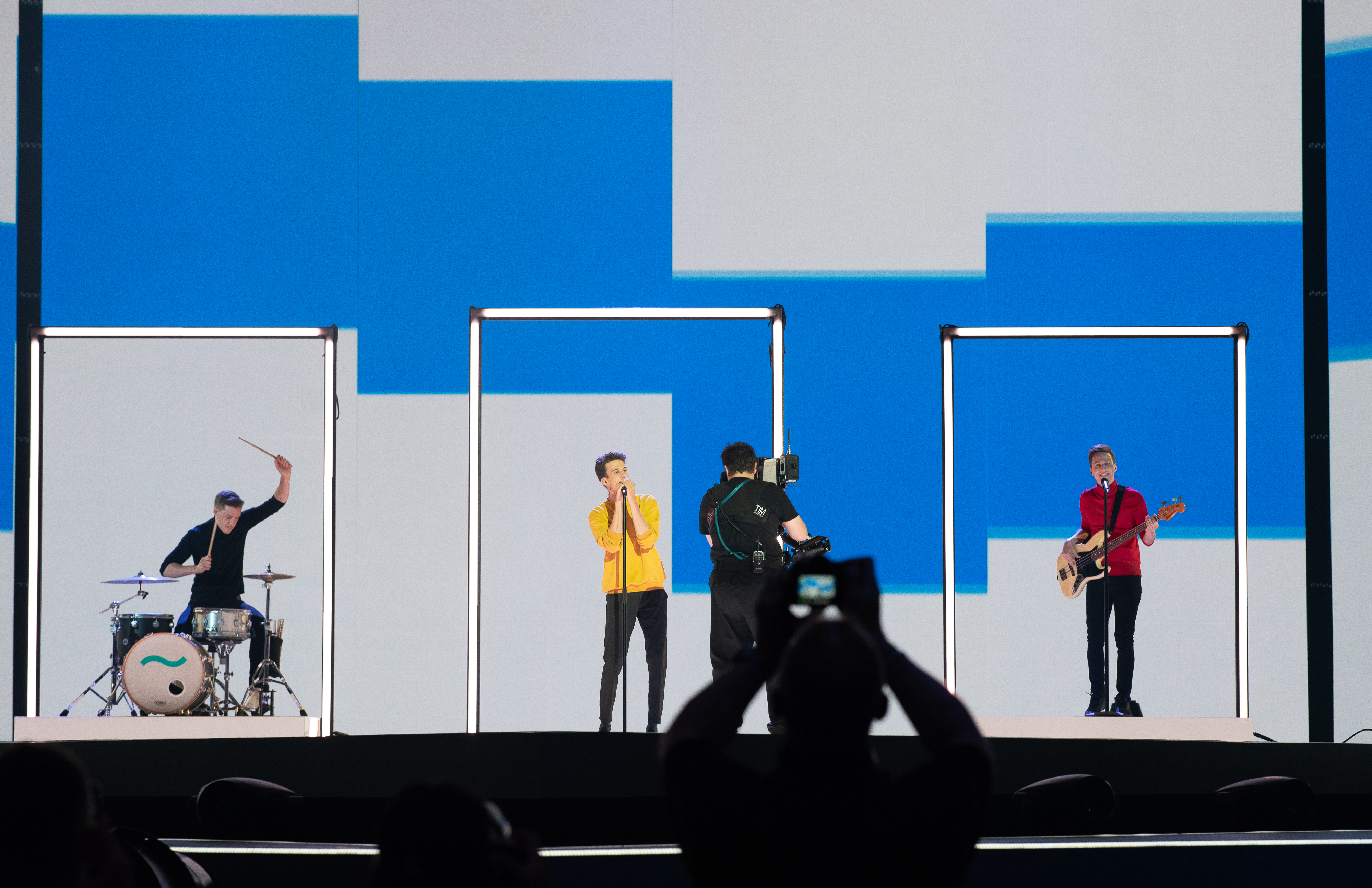
Zespół Lake Malawi podczas występu w 64. Konkursie Piosenki Eurowizji w Tel Awiwie, maj 2019

W 2018 telewizja ogłosiła, że reprezentant Czech na 64. Konkurs Piosenki Eurowizji zostanie wyłoniony za pośrednictwem krajowych eliminacji Eurovision Song CZ, do udziału w których zostało zakwalifikowanych ośmioro kandydatów: Andrea Holá, Barbora Mochowa, Hana Barbara, Jakub Ondra, Jara Vymer, Lake Malawi, Pam Rabbit i Tomáš Boček. Zwycięzcę selekcji wybrali telewidzowie oraz międzynarodowa komisja jurorska złożona z byłych uczestników Konkursu Piosenki Eurowizji; byli nimi: Cesár Sampson, Rasmussen, Zibbz, Ira Losco, Elina Neczajewa, AWS, Alma, Ari Ólafsson, Jowst i Ryan O’Shaughnessy. 28 stycznia 2019 w finale selekcji zwyciężył zespół Lake Malawi z piosenką „Friend of a Friend”. Przed występem w konkursie członkowie zespołu wzięli udział w eurowizyjnych koncertach promocyjnych w Amsterdamie, Londynie i Madrycie, byli także gośćmi muzycznymi w finale ukraińskich eliminacji eurowizyjnych. 14 maja wystąpili w pierwszym półfinale Eurowizji 2019 i z drugiego miejsca awansowali do finału organizowanego cztery dni później. Zajęli w nim 11. miejsce po zdobyciu 157 punktów, w tym 7 pkt od telewidzów (24. miejsce) i 150 pkt od jurorów (8. miejsce).

### Od 2020
We wrześniu 2019 czeska telewizja potwierdziła wybranie ośmiu finalistów krajowych eliminacji przed Konkursem Piosenki Eurowizji w 2020, a dwa miesiące później ogłosiła, że nie zorganizuje publicznego koncertu selekcyjnego, po czym zakomunikowała o zredukowaniu listy uczestników finału do siedmiu kandydatów. W styczniu 2020 opublikowała listę finalistów eliminacji, którymi zostali: Olga Lounová, Barbora Mochowa, Ben Cristovao, Pam Rabbit, Karelll, Elis Mraz & Čis T oraz We All Poop. 3 lutego odbył się finał selekcji, w których zwycięzcę wyłonili telewidzowie i jurorzy w składzie: Stig Rästa, Zalagasper, Keiino, Kristian Kostov, Isaiah Firebrace, Sebastian Rejman, Miki Núñez, Kasia Moś, Michela Pace i Katerine Duska. Głosowanie wygrał Benny Cristo z piosenką „Kemama”, którą przearanżował niedługo po krajowym finale. Nowa wersja piosenki zebrała wiele krytycznych ocen, dlatego Cristo rozważał powrót do oryginalnego brzmienia utworu, ostatecznie nagrał jeszcze jedną wersję numeru. 18 marca Europejska Unia Nadawców ogłosiła odwołanie konkursu z powodu pandemii COVID-19. 13 maja czeska telewizja potwierdziła, że Cristo pozostanie reprezentantem Czech na Konkurs Piosenki Eurowizji 2021. W lutym 2021 piosenkarz wydał konkursowy utwór „Omaga”, w kolejnym miesiącu nagrał zapasowy występ (tzw. live-on-tape), który mógłby być wyemitowany w telewizji, gdyby Cristo nie mógł wystąpić na scenie z powodu zakażenia koronawirusem. 20 maja wystąpił w drugim półfinale Eurowizji 2021 i zajął 15. miejsce, przez co nie awansował do finału. Podczas występu towarzyszyli mu tancerze: Alberto Humman Gola i Robin “Fuuse” Šeba, a za reżyserię pokazu odpowiadał Marvin Dietmann, sam Cristo wystąpił w konkursie w kreacji projektu Jiriego Kalfana.

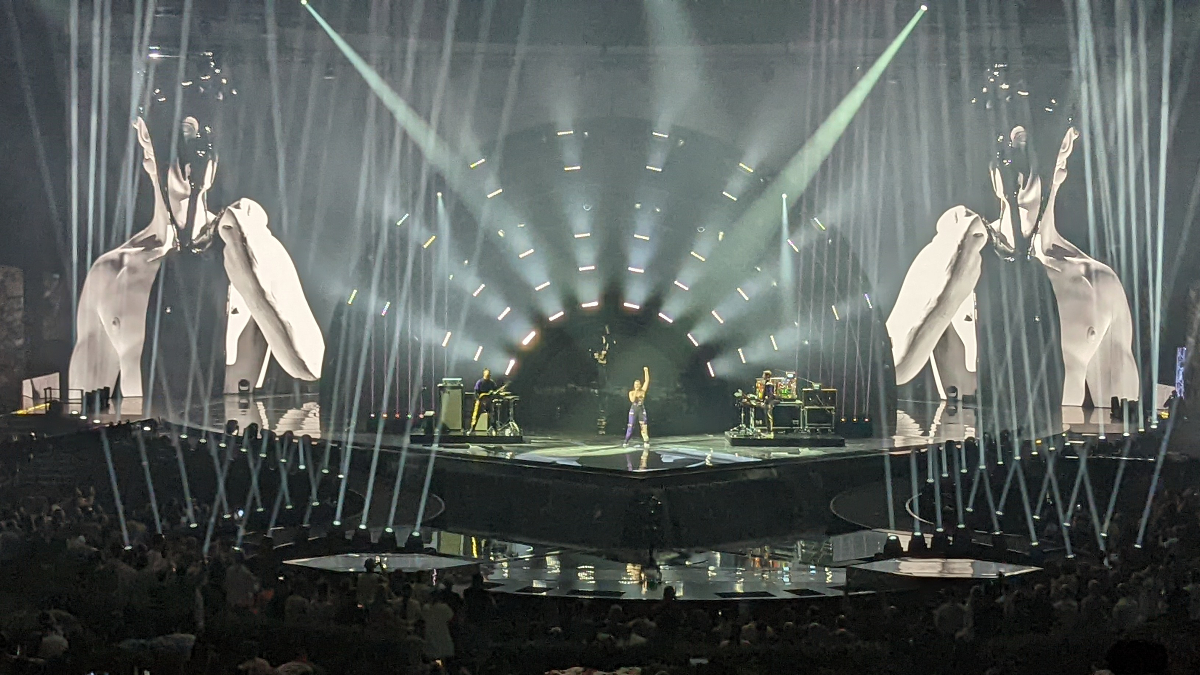
We Are Domi podczas drugiego półfinału 66. Konkursu Piosenki Eurowizji, maj 2022

We wrześniu 2021 czeska telewizja uruchomiła proces zgłaszania się chętnych do reprezentowania kraju w 66. Konkursie Piosenki Eurowizji. Do selekcji zgłosił się m.in. Mikolas Josef, który reprezentował Czechy na Eurowizji 2018. Do finału eliminacji zostało zakwalifikowanych siedmiu uczestników: Annabelle, Elis Mraz, Giudi, Jordan Haj i Emma Smetana, Skywalker, The Valentines i We Are Domi, na których w dniach 7–15 grudnia internauci mogli głosować w internetowym plebiscycie. 16 grudnia odbył się finał eliminacji, w którym zwycięzcę wyłaniali czescy i międzynarodowi widzowie oraz komisja jurorska w składzie: Victor Crone, Tix, Maraaya, The Black Mamba, Maniża, Blind Channel, Go_A, Daði Freyr, Gjon’s Tears, Jay Aston, Paul Harrington i Charlie McGettigan. Najwięcej głosów zdobył zespół We Are Domi z piosenką „Lights Off”. Po finale selekcji grupa przearanżowała swój konkursowy utwór. 12 maja zamknęli drugi półfinał i ostatecznie z czwartego miejsca zakwalifikowali się do finału, w którym zajęli 22. miejsce zdobywając tym samym 38 pkt.

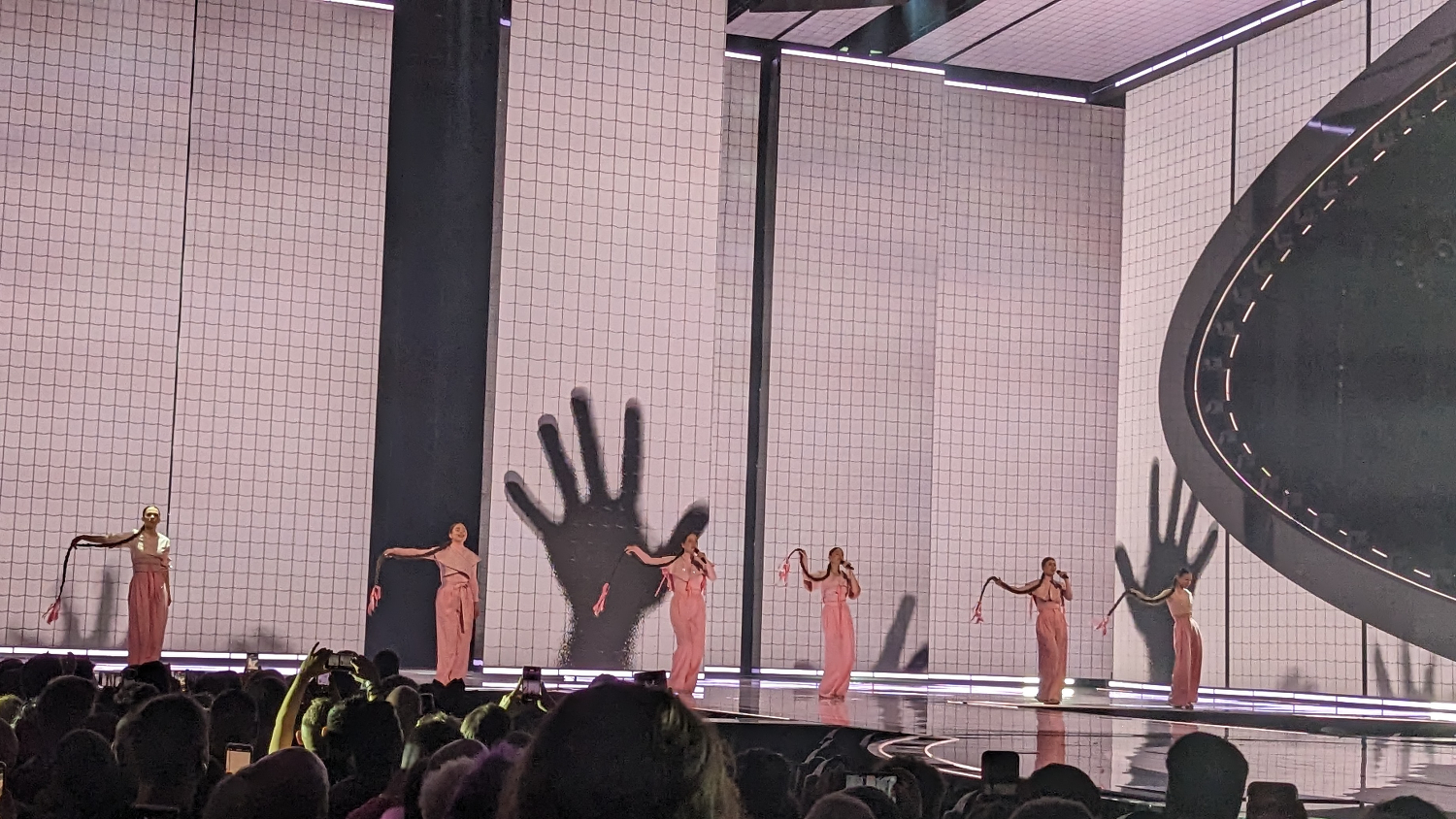
Vesna podczas występu w 67. Konkursie Piosenki Eurowizji, maj 2023

W listopadzie 2022 roku ogłoszono, że Czechy wybiorą swojego reprezentanta kolejny raz za pomocą selekcji ESCZ 2023, 5 stycznia 2023 roku ogłoszono, że preselekcje po raz pierwszy od 2007 roku odbędą się na żywo, prosto z Pragi. 16 stycznia 2023 roku ogłoszono stawkę selekcji, a zgodnie z kolejnością startową w czasie ich finału 30 stycznia, uczestnicy zaprezentowali się następująco: Maella z utworem „Flood”, Pam Rabbit z utworem „Ghosting”, Marketa Irglová z utworem „Happy”, Vesna z utworem „My Sister's Crown” oraz Rodan z utworem „Introvert party club”, w finale selekcji ostatecznie zwyciężyła Vesna z utworem „My Sister's Crown”, tym samym uzyskując prawo do reprezentowania Czech. 9 maja wystąpiły jako trzynaste w kolejności w pierwszym półfinale konkursu i z czwartego miejsca zakwalifikowały się do finału, który został rozegrany 13 maja. Zajęły w nim 10. miejsce po zdobyciu 129 punktów, w tym 35 pkt od telewidzów (17. miejsce) i 94 pkt od jurorów (10. miejsce).

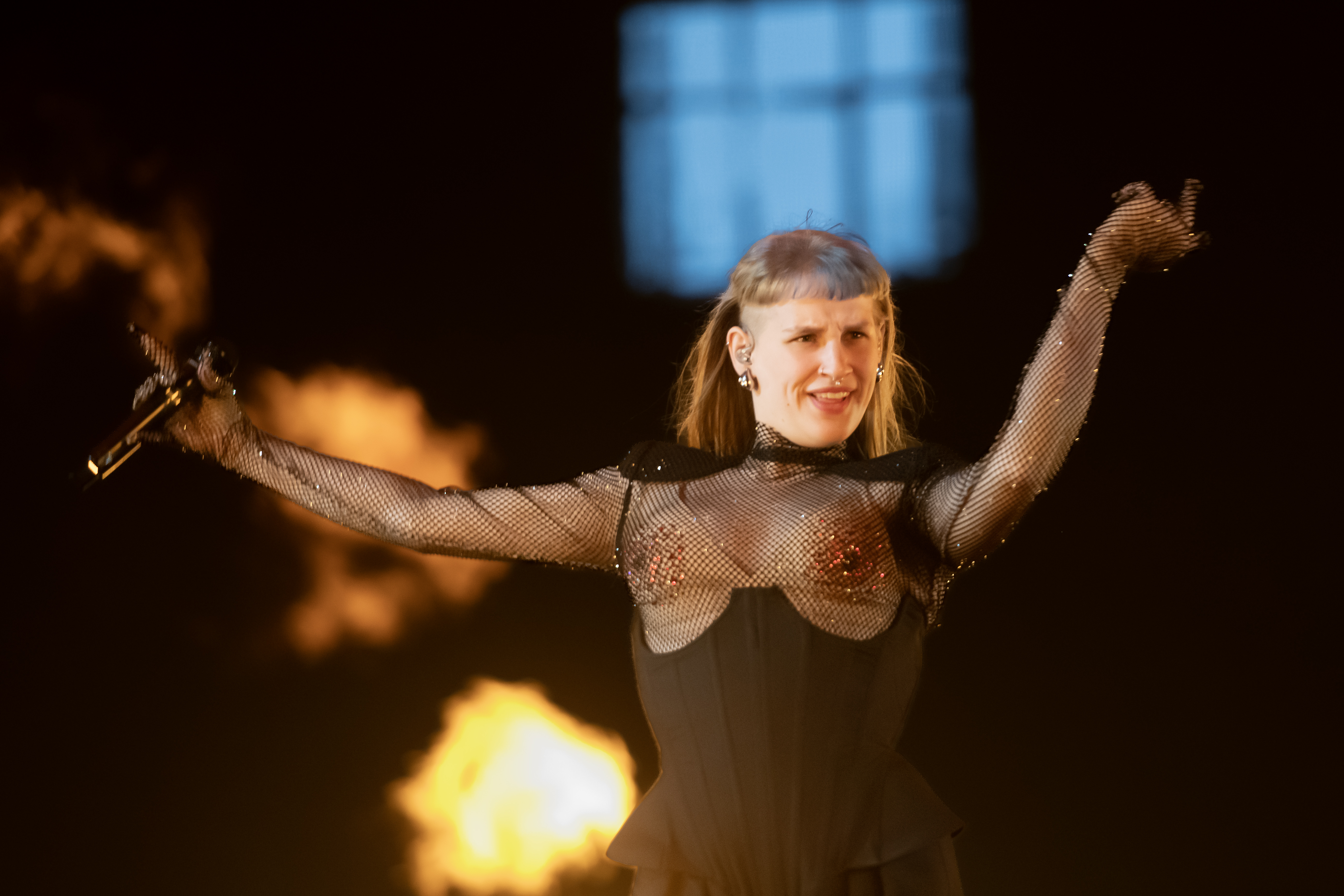
Aiko podczas próby drugiego półfinału 68. Konkursu Piosenki Eurowizji, maj 2024

W październiku 2023 roku czeski nadawca potwierdził udział kraju w 68. Konkursie Piosenki Eurowizji w Malmö. Reprezentant kraju został ponownie wyłoniony za pomocą preselekcji ESCZ 2024, które odbyły się 4 grudnia 2023 w klubie Roxy w Pradze. W stawce znaleźli się następujący artyści: Aiko z utworem „Pedestal”, Elly z utworem „The Angel's Share”, Gianna Lei z utworem „Starlet”, Lenny z utworem „Good Enough”, MYDY z utworem „Red Flag Parade”, Tom Sean z utworem „Dopamine Overdose” oraz Tomas Robin z utworem „Out Of My Mind”. Ostatecznie reprezentantką Czech została Aiko z utworem „Pedestal”. 21 marca 2024 artystka wydała odświeżoną wersję utworu na potrzeby konkursu. 9 maja wystąpiła jako piąta w drugim półfinale i zajęła w nim 11. miejsce, tym samym nie udało się jej awansować do finału.

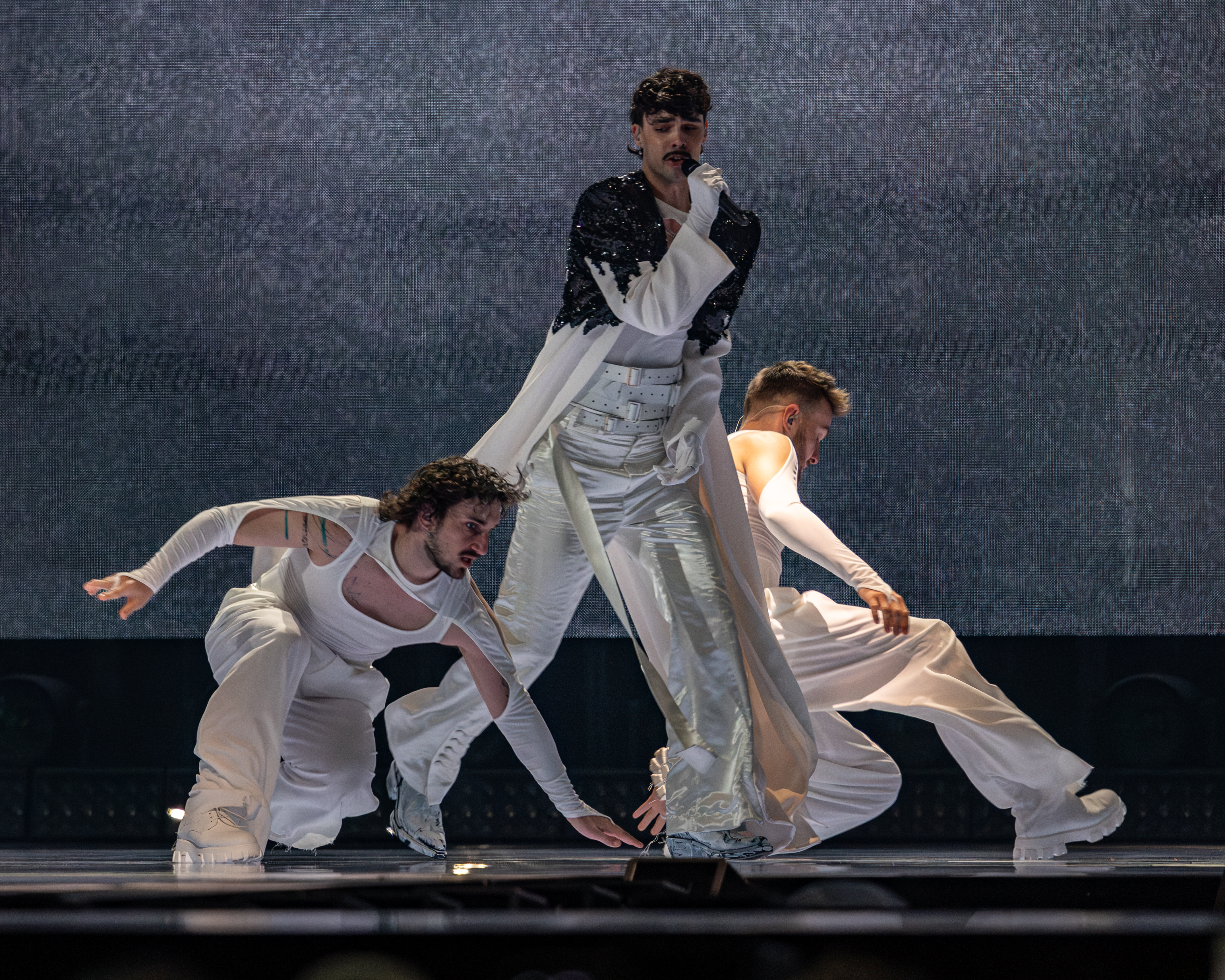
Adonxs podczas 69. Konkursu Piosenki Eurowizji, maj 2025

6 września 2024 czeski nadawca ČT potwierdził udział w 69. Konkursie Piosenki Eurowizji odbywającym się w Bazylei, a także tego samego dnia rozpoczął przyjmowanie zgłoszeń. 9 września oficjalnie poinformowano o porzuceniu formatu ESCZ, który corocznie od 2018 roku (z wyjątkiem 2021) pełnił funkcję czeskich preselekcji, a zamiast tego reprezentant zostanie wskazany wewnętrznie przez komisję demonstracyjną, międzynarodowe jury profesjonalistów oraz grupę ekspertów. 11 grudnia ogłoszono, że na reprezentanta Czech został wybrany Adonxs. 7 marca 2025 ukazała się jego konkursowa propozycja zatytułowana „Kiss Kiss Goodbye”. 15 maja wokalista wystąpił w drugim półfinale konkursu, zajął w nim 12. miejsce, tym samym nie kwalifikując się do finału.

## Uczestnictwo
Czechy uczestniczą w Konkursie Piosenki Eurowizji (z przerwami) od 2007. Poniższa tabela uwzględnia nazwiska wszystkich czeskich reprezentantów, tytuły konkursowych piosenek oraz wyniki krajowych delegatów w poszczególnych latach.
| Rok  | Artysta                           | Piosenka             | Język                                   | Finał            | Finał            | Półfinał         | Półfinał         |
| Rok  | Artysta                           | Piosenka             | Język                                   | Miejsce          | Punkty           | Miejsce          | Punkty           |
| ---- | --------------------------------- | -------------------- | --------------------------------------- | ---------------- | ---------------- | ---------------- | ---------------- |
| 2007 | Kabát                             | „Malá dáma”          | czeski                                  | –                | –                | 28               | 1                |
| 2008 | Tereza Kerndlová                  | „Have Some Fun”      | angielski                               | –                | –                | 18               | 9                |
| 2009 | Gipsy.cz                          | „Aven romale”        | angielski, romski                       | –                | –                | 18               | 0                |
| 2015 | Marta Jandová i Václav Noid Bárta | „Hope Never Dies”    | angielski                               | –                | –                | 13               | 33               |
| 2016 | Gabriela Gunčíková                | „I Stand”            | angielski                               | 25               | 41               | 9                | 161              |
| 2017 | Martina Bárta                     | „My Turn”            | angielski                               | –                | –                | 13               | 83               |
| 2018 | Mikolas Josef                     | „Lie to Me”          | angielski                               | 6                | 281              | 3                | 232              |
| 2019 | Lake Malawi                       | „Friend of a Friend” | angielski                               | 11               | 157              | 2                | 242              |
| 2020 | Benny Cristo                      | „Kemama”             | angielski                               | Konkurs odwołany | Konkurs odwołany | Konkurs odwołany | Konkurs odwołany |
| 2021 | Benny Cristo                      | „Omaga”              | angielski                               | –                | –                | 15               | 23               |
| 2022 | We Are Domi                       | „Lights Off”         | angielski                               | 22               | 38               | 4                | 227              |
| 2023 | Vesna                             | „My Sister’s Crown”  | angielski, bułgarski, czeski, ukraiński | 10               | 129              | 4                | 110              |
| 2024 | Aiko                              | „Pedestal”           | angielski                               | –                | –                | 11               | 38               |
| 2025 | Adonxs                            | „Kiss Kiss Goodbye”  | angielski                               | –                | –                | 12               | 29               |

## Historia głosowania w finale (2007–2025)
Poniższa tabela pokazuje, którym krajom Czechy przyznały najwięcej punktów.
| L.p. | Kraj        | Punkty |
| ---- | ----------- | ------ |
| 1    | Ukraina     | 142    |
| 2    | Szwecja     | 100    |
| 3    | Armenia     | 67     |
| 4    | Azerbejdżan | 60     |
| 5    | Rosja       | 58     |

| Lp. | Kraj      | Punkty |
| --- | --------- | ------ |
| 1   | Islandia  | 32     |
| 2   | Finlandia | 30     |
| 3   | Chorwacja | 29     |
| 4   | Słowenia  | 29     |
| 5   | Austria   | 27     |